# Любуське воєводство
Любуське воєводство (пол. Województwo lubuskie) — одне з 16 воєводств Польщі, розташоване на заході країни. Воєводство має два адміністративні центри — міста Зелена Гура та Гожув-Великопольський. Найбільшим містом є Гожув-Великопольський. Воєводство було утворено 1 січня 1999 року внаслідок адміністративної реформи з частин колишніх Гожувского, Зеленогурского та Лещинського воєводств.
Населення воєдства становить понад 1 млн осіб.

## Історія
Заснований в середині 13 століття, Гожув-Велькопольський був оточений міцними фортечними стінами і скоро став важливим центром Бранденбурзького маркграфства, до складу якого віе входив. Новий період розквіту настав у Гожуві в XVIII столітті, завдяки пожвавленню в торгівлі після спорудження Бидгощського каналу, що з’єднав басейни Вісли та Одри.
Зелена Гура отримала статус міста в 1323 році, вона перебувала тоді в межах Глогувського князівства. На початку XVI століття місто було приєднано до Чехії, і через багато років до держави Габсбургів.
У межах Пруссії Зелена Гура опинилася в 1742 році, а в Польщі перебуває з 1945 року. Площа Старий Ринок у Зеленій Гурі має форму прямокутника, що виник на початку XIV століття. Її окремі частини отримали свої назви від функцій, які вони виконували: там існували хлібний, лляний, м'ясний і борошняний ринки.
До першої світової війни в Зеленій Гурі існував пам'ятник німецькому імператору — Вільгельмові I. У 1965 р. відкрили пам'ятник-обеліск «Братства по зброї» за проєктом Ганни Кшеміньської.
У 1945 році, після закінчення Другої світової війни, 60% прусської території за рішенням Потсдамської конференції відходить до Польщі та стали частиною Познанської провінції. 6 липня 1950 року, внаслідок адміністративної реформи, із західної частини Познанської провінції та частини Вроцлавської губернії було створено воєводство Зелона Гура, що приблизно співпало з кордонами нинішньої провінції. Любуське (до його складу входили історичні землі Нижньої Сілезії, Нижня Лузіка, Нового Мархія, Західного Великопольська та частина землі Любуська). Адміністративна реформа 1975 року розподілила воєводство Зелена Гура на воєводство Гожува та нове воєводство Зелена Гура, яке існувало до 31 грудня 1998 року. Згідно з оригінальним проекту реформи, проф. Кулеза, колишні провінції Гожув і Зелона Гура, планувалися розділитися між Західнопоморським (Гожув), Нижньосілезьким (Зелона Гура) та Великопольським воєводствами. Таке рішення викликало численні протестами, організованими переважно тодішньою опозицією. Зрештою, уряд вирішив створити Любуське воєводство. 1 січня 1999 року внаслідок адміністративної реформи з частин колишніх Гожувського, Зєльоногурского та Лещинського воєводств утворилося Любуське воєводство.

## Географія

### Розміщення
Любуське воєводство розташоване у західній частині Польщі, на кордоні з Німеччиною. Прилягає воно до середньої частини польського державного кордону, займаючи терени на схід від рік — Одри і Ниси Лужицької.
Два головні міста воєводства — Гожув-Великопольський і Зелену Гуру — відділяють від столиці Німеччини, Берліна, відповідно 134 і 182 кілометри. Столиця Польщі Варшава — на відстані приблизно 450 км. Воєводство входить до складу двох єврорегіонів: «Спрева-Ниса-Бубр» та «Pro Europa Viadrina».
Любуське воєводство межує:
- на заході з землею Бранденбург (Німеччина),
- на півдні з Нижньосілезьким воєводством,
- на сході з Великопольським воєводством,
- на півночі з Західнопоморським воєводством.

## Демографія
| Рік  | Населення |
| ---- | --------- |
| 1995 | 1 014 591 |
| 2000 | 1 008 472 |
| 2005 | 1 009 198 |
| 2010 | 1 011 024 |
| 2015 | 1 018 075 |
| 2019 | 1 011 592 |

## Адміністративний поділ

### Міста
Населення на 31 грудня 2018 року.
| Назва                 | Польська назва      | Площа (в км²) | Населення | Густота |
| --------------------- | ------------------- | ------------- | --------- | ------- |
| Бабімост              | Babimost            | 3             | 3927      | 1309    |
| Битом-Оджанський      | Bytom Odrzański     | 2             | 4331      | 2166    |
| Цибінка               | Cybinka             | 6             | 2756      | 459     |
| Червенськ             | Czerwieńsk          | 9             | 4063      | 451     |
| Добегнев              | Dobiegniew          | 6             | 3088      | 515     |
| Дрезденко             | Drezdenko           | 11            | 10 182    | 926     |
| Гожув-Великопольський | Gorzów Wielkopolski | 86            | 123 921   | 1441    |
| Гоздниця              | Gozdnica            | 24            | 3061      | 128     |
| Губін                 | Gubin               | 21            | 16 687    | 795     |
| Ілова                 | Iłowa               | 10            | 3912      | 391     |
| Ясень                 | Jasień              | 5             | 4328      | 866     |
| Каргова               | Kargowa             | 5             | 3754      | 751     |
| Костшин-над-Одрою     | Kostrzyn nad Odrą   | 46            | 17 776    | 386     |
| Кожухув               | Kożuchów            | 6             | 9490      | 1582    |
| Кросно-Оджанське      | Krosno Odrzańskie   | 8             | 11 378    | 1422    |
| Любневиці             | Lubniewice          | 12            | 2042      | 170     |
| Любсько               | Lubsko              | 13            | 14 000    | 1077    |
| Ленкниця              | Łęknica             | 16            | 2483      | 155     |
| Маломиці              | Małomice            | 5             | 3489      | 698     |
| Мендзижеч             | Międzyrzecz         | 10            | 18 099    | 1810    |
| Нова Суль             | Nowa Sól            | 22            | 38 843    | 1766    |
| Нове Мястечко         | Nowe Miasteczko     | 3             | 2770      | 923     |
| Новогруд-Бобжанський  | Nowogród Bobrzański | 15            | 5188      | 346     |
| Осьно-Любуське        | Ośno Lubuskie       | 8             | 3949      | 494     |
| Отинь                 | Otyń                | 8             | 1601      | 200     |
| Жепін                 | Rzepin              | 11            | 6564      | 597     |
| Сквежина              | Skwierzyna          | 36            | 9698      | 269     |
| Слава                 | Sława               | 14            | 4316      | 308     |
| Слубиці               | Słubice             | 19            | 16 773    | 883     |
| Стшельці-Краєнські    | Strzelce Krajeńskie | 5             | 9969      | 1994    |
| Сулехув               | Sulechów            | 7             | 16 925    | 2418    |
| Суленцін              | Sulęcin             | 9             | 10 157    | 1129    |
| Шліхтингова           | Szlichtyngowa       | 2             | 1288      | 644     |
| Шпротава              | Szprotawa           | 11            | 11 912    | 1083    |
| Сьвебодзін            | Świebodzin          | 17            | 21 763    | 1280    |
| Тожим                 | Torzym              | 9             | 2524      | 280     |
| Тшцель                | Trzciel             | 3             | 2389      | 796     |
| Вітниця               | Witnica             | 8             | 6763      | 845     |
| Всхова                | Wschowa             | 8             | 13 953    | 1744    |
| Збоншинек             | Zbąszynek           | 3             | 5021      | 1674    |
| Зелена Гура           | Zielona Góra        | 58            | 140 297   | 2419    |
| Жагань                | Żagań               | 40            | 25 812    | 645     |
| Жари                  | Żary                | 33            | 37 682    | 1142    |

## Туризм
Любуський регіон завдяки своїм природним красотам є одним із найпривабливіших у Західній Польщі. Тут широкий вибір різноманітних туристичних пропозицій, і найбільше в Польщі лісів.